# Britta Schmeling
Britta Schmeling (* 15. Juli 1965 in Bremerhaven) ist eine deutsche Schauspielerin.

## Leben
Britta Schmeling besuchte nach dem Abitur von 1986 bis 1987 die Schauspielschule Kiel. Von 1987 bis 1990 war sie Schauspielschülerin an der Fritz-Kirchhoff-Schauspielschule in Berlin. Außerdem absolvierte sie 1996 einen Hollywood Actors Workshop in Los Angeles in den USA.
Ab Ende der 1980er Jahre begann ihre Karriere im deutschen Fernsehen. Schmeling übernahm hierbei mehrere durchgehende Serienhauptrollen, wiederkehrende Episodenrollen und auch Gastrollen. 
Ihren ersten Fernsehauftritt hatte Britta Schmeling 1989 in dem Film Die besten Jahre kommen noch unter der Regie von Kai Borsche. 1990 spielte sie die Schreinergesellin Gisela in der ZDF-Fernsehserie Die Wicherts von nebenan. 1991 folgte, ebenfalls für das ZDF, eine kleine Rolle in der Serie Der Landarzt.
Bekanntheit erlangte Schmeling insbesondere durch die Rolle der Rieke Heilbutt in der ZDF-Fernsehserie Unser Lehrer Doktor Specht, wo sie 1991 gemeinsam mit Robert Atzorn spielte. 1993 folgte die Rolle der Beatrice in der Serie Immer wieder Sonntag.
Im Jahre 1993 übernahm Schmeling dann an der Seite von Jan Fedder die Rolle der Streifenpolizistin Meike Bethmann in der ARD-Fernsehserie Großstadtrevier. Sie spielte diese Rolle bis 1994. In der RTL-Serie Im Namen des Gesetzes hatte sie in der Rolle der Staatsanwältin Charlotte Glaser ebenfalls eine durchgehende Serienhauptrolle.
Schmeling wurde im deutschen Fernsehen anfangs häufig in Familienserien eingesetzt, wo sie meist auf den Rollentypus der burschikosen jugendlichen Liebhaberin festgelegt war, einem Rollengenre, dem sie später weitgehend treu blieb. In späteren Jahren spielte sie überzeugend auch „toughe“ Frauenrollen.
Britta Schmeling ist verheiratet. Sie tritt ab und zu auch unter dem Namen Britta Schmeling-Ferber auf.

## Filmografie (Auswahl)
- 1989: Die besten Jahre kommen noch
- 1990: Die Wicherts von nebenan
- 1991: Der Landarzt
- 1991–1994: Unser Lehrer Doktor Specht
- 1994: Großstadtrevier
- 1993: Das Traumschiff: Indien/Malediven
- 1993: Immer wieder Sonntag
- 1994–2005: Im Namen des Gesetzes
- 2000: Unser Charly
- 2004: Hinter Gittern – Der Frauenknast
- 2005: Hallo Robbie!
- 2006: Balko
- 2006: Küstenwache
- 2009: Na more (На море!, Kinofilm, Russland)